# Peripleura hispidula
Peripleura hispidula là một loài thực vật có hoa trong họ Cúc. Loài này được (F.Muell. ex A.Gray) G.L.Nesom mô tả khoa học đầu tiên năm 1994.